# Sadako vs. Kayako
Sadako vs. Kayako (貞子 vs. 伽椰子?) es una película de terror japonesa dirigida por Kōji Shiraishi. Se trata de un crossover de las sagas de películas de terror Ju-on y Ringu, originadas por el director Takashi Shimizu y el escritor Kōji Suzuki, respectivamente. La película muestra dos muchachas, una de ellas maldecida por Sadako Yamamura y la otra por Kayako Saeki. Ambas unirán fuerzas con una pareja de exorcistas para que los dos fantasmas se destruyan entre sí y de esta manera acabar con las maldiciones de una vez por todas.
La película se estrenó el 18 de junio de 2016 en los cines de Japón.

## Argumento
Una trabajadora social visita la residencia de una mujer, a la que encuentra muerta frente a su televisor mientras el aparato de vídeo reproduce la cinta maldita. Mientras la trabajadora social ve el vídeo, Sadako Yamamura se manifiesta detrás de ella.
El reproductor de vídeo es comprado posteriormente por las estudiantes universitarias Yuri Kurahashi y Natsumi Ueno, que quieren usarlo para grabar una copia de la cinta de boda de los padres de Natsumi en un DVD. Cuando encuentran la cinta de vídeo maldita dentro del reproductor, Yuri decide verla por curiosidad, pero es distraída por su teléfono, por lo que solo una horrorizada Natsumi lo hace. Cuando las chicas regresan a la tienda donde compraron el reproductor de video, se enteran de que una trabajadora del establecimiento y la trabajadora social antes mencionada murieron después de ver la misma cinta de vídeo.
Desesperadas, las chicas acuden a Morishige, su profesor y autor especialista en leyendas urbanas. Morishige está obsesionado con la idea de reunirse con Sadako por lo que cuando Yuri le da la cinta, se vuelve eufórico y la reproduce de inmediato, aunque las chicas están menos emocionadas, ya que Natsumi solo tiene un día de vida. Morishige lleva a las chicas a una exorcista con la esperanza de que pueda salvar a Natsumi. Sin embargo, en mitad de la ceremonia Sadako posee a Natsumi y mata a Morishige y a la exorcista por interferir. Antes de morir, la exorcista les dice a las chicas que un hombre con poderes psíquicos, Keizo Tokiwa, está en camino para ayudarlas.
Cuando una desanimada Natsumi culpa a Yuri por su condición, Yuri decide ver la cinta, esperando que así la maldición se traspase a ella y Natsumi se salve. Sin embargo, Keizo llega, acompañado de Tamao, una niña psíquica ciega que le explica que se ha maldecido innecesariamente ya que la maldición no funciona de esa manera. Keizo teoriza que la única manera de borrar permanentemente a Sadako es forzarla a luchar contra otro espíritu vengativo igual de poderoso para que ambos se destruyan. Natsumi intenta suicidarse para escapar de una muerte violenta, pero Sadako aparece antes de que pueda y la mata. Keizo y Tamao apuntan a Kayako Saeki para ser el espíritu rival.
Mientras tanto, la estudiante de secundaria Suzuka Takagi comienza a tener sueños de la casa embrujada de los Saeki después de mudarse cerca con su familia. Más tarde se encuentra con Keizo y Tamao, quien afirma que la casa llama a Suzuka. Keizo le advierte que no entre o morirá, pero esa noche, Suzuka cree ver dentro de la casa de los Saeki a un niño de primaria que había desaparecido recientemente, sin saber que en realidad había sido asesinado allí junto con otros tres niños, y decide entrar a la casa maldita. Cuando Suzuka ve a Toshio, sus gritos instan a sus padres a entrar, pero son asesinados por Toshio y Kayako pero Keizo logra salvar a Suzuka, aunque ya está maldita. 
Yuri y Suzuka se unen para el plan de Keizo: juntas entran en la casa de los Saeki y reproducen allí el vídeo maldito, de manera que las dos resultan afectadas por ambas maldiciones. Keizo espera que esto haga que Sadako y Kayako peleen por las chicas y se destruyan mutuamente. 
Sadako y Kayako aparecen y se atacan una a la otra, aunque ninguna de las dos entidades gana ventaja sobre la otra, por lo que el plan falla y el grupo debe huir del lugar. Keizo revela su último recurso: una de las chicas debe sacrificarse y actuar como señuelo permitiendo que ambos fantasmas posean su cuerpo y alma para atraerlos dentro de un pozo aledaño a la casa maldita para que Keizo pueda sellar dentro a las tres. 
Yuri decide sacrificarse, saltando al pozo cuando Sadako y Kayako corren hacia ella, chocando y formando una enorme masa deforme de carne y pelo que mata a Keizo cuando se pone a sí mismo como escudo para proteger a las muchachas de los ataques que realiza la masa antes de ser tragada por el pozo. La masa posee a Yuri, mientras Suzuka sella el pozo, pero este último recurso tampoco funciona: Yuri, Sadako y Kayako se convierten en nuevo y más poderoso yurei que tras liberarse, y acompañada por Toshio Saeki, ataca al grupo.
En una escena poscréditos Sadakaya, la entidad resultante de la fusión, se muestra en la cinta de video, a la vez que se oyen sus estertores y contorsiona el cuerpo mientras se acerca hacia la pantalla.

## Reparto
- Mizuki Yamamoto como Yuri Kurahashi.
- Tina Tamashiro como Suzuka Tagaki.
- Aimi Satsukawa como Natsumi Ueno.
- Misato Tanaka como Ayako Takagi.
- Masahiro Kōmoto como Shin'ichi Morishige.
- Masanobu Andō como Kyozo el Medium espiritual.
- Ichiruko Dômen como Horyuu.
- Runa Endo como Kayako Saeki.
- Maiko Kikuchi como Tamao.
- Masayoshi Matsushima como Sukeru Takagi.
- Elly Nanami como Sadako Yamamura.
- Rintaro Shibamoto como Toshio Saeki.

## Producción
El origen del crossover surgió de una broma hecha el primero de abril de 2015, fecha en la que medios en la red acostumbran a publicar alguna noticia falsa a modo de broma a propósito del April Fools' Day, festividad equivalente en tal sentido al Día de los Inocentes celebrado típicamente el 28 de diciembre en España y Latinoamérica. Un cartel falso que anunciaba el encuentro entre las dos damas fantasmales se hizo viral en redes. El detalle es que, ante la entusiasta reacción del público, los productores vieron en esta broma una excelente y muy redituable idea y así fue como la cinta entró en producción. Efectivamente, el 10 de diciembre de 2015 Kadokawa confirmó que se trataba de un proyecto real, que llevaría por título Sadako vs. Kayako, que sería dirigida por Kōji Shiraishi y que vería la luz a mediados de 2016.

## Promoción y marketing
Se celebraron distintos eventos para promocionar la película. En Twitter, los usuarios podían votar entre Sadako o Kayako como su icono de terror favorito. El final de la votación estaba establecido para el 17 de junio. Se subieron dos vídeos a Youtube para apelar al voto de los usuarios, uno para Sadako y otro para Kayako y Toshio. Ganó Sadako. A finales de mayo, se celebró una rueda de prensa para promocionar la película. Como venía siendo habitual en anteriores películas de Ju-on, al evento asistieron los personajes de Sadako, Kayako y Toshio interpretando sus respectivos roles. A principios de junio, los fantasmas de Sadako, Kayako y Toshio irrumpieron en un partido de béisbol entre los Nippon-Ham Fighters y los Yakult Swallows realizando el saque de honor. Se lanzaron un par de videos protagonizados por los fantasmas de la película enseñando algunas normas a tener en cuenta al ir a ver la película, como no llevar dispositivos de grabación o no llevar a menores de edad. También se usaron medios sociales para promocionar la película. Se reutilizó una cuenta de Twitter de Sadako que había sido creada anteriormente para promocionar la película Sadako 3D. Se creó una cuenta de Instagram para Kayako y Toshio, representando en clave de humor situaciones del día a día de los dos fantasmas. En cuanto al merchandising se lanzaron algunos productos de la película como camisetas, llaveros, ganchos para adornar vasos, caretas, etc. Incluso se hizo alguna colaboración con la marca Hello Kitty.

## Estreno Mundial
| País           | Fecha                    | Nota                                        |
| Japón          | 18 de junio de 2016      |                                             |
| Singapur       | 23 de junio de 2016      |                                             |
| Rusia          | 14 de julio de 2016      |                                             |
| Filipinas      | 27 de julio de 2016      |                                             |
| Taiwán         | 5 de agosto de 2016      |                                             |
| Malasia        | 18 de agosto de 2016     |                                             |
| Tailandia      | 18 de agosto de 2016     |                                             |
| Portugal       | 10 de septiembre de 2016 | (MOTELX)                                    |
| Canadá         | 12 de septiembre de 2016 | (Festival Internacional de Cine de Toronto) |
| Estados Unidos | 25 de septiembre de 2016 | (Fantastic Fest)                            |
| Hong Kong      | 6 de octubre de 2016     |                                             |
| Canadá         | 9 de octubre de 2016     | (Montreal Festival of New Cinema)           |
| Perú           | 13 de octubre de 2016    |                                             |
| Polonia        | 29 de octubre de 2016    | (Five Flavours Film Festival)               |
| Vietnam        | 4 de noviembre de 2016   |                                             |
| Bolivia        | 10 de noviembre de 2016  |                                             |
| Reino Unido    | 18 de noviembre de 2016  | (Abertoir)                                  |
| Italia         | 19 de noviembre de 2016  | (Festival de Cine de Turín)                 |
| Corea del Sur  | 4 de enero de 2017       |                                             |
| Reino Unido    | 26 de enero de 2017      | (Shudder)                                   |

## Otros títulos en el Mundo
| País   | Título                                               |
| Brasil | O Chamado vs. O Grito                                |
| Italia | La battaglia dei demoni                              |
| Japón  | Sadako vs. Kayako                                    |
| Japón  | 貞子 vs. 伽椰子                                      |
| Rusia  | Проклятые. Противостояние                            |
| México | El Aro vs. La Maldición                              |
| Perú   | La batalla de los espíritus: El Aro vs. La Maldición |